# Inside Mac Games
Az Inside Mac Games vagy IMG röviden egy Apple Macintosh videójátékokkal foglalkozó weblap.  1993-ban alapították, azóta az Inside Mac Games elektronikus magazinból weblap lett. Ez a legnagyobb és legrégebbi Macintosh játékokkal foglalkozó publikáció és még mindig működteti az alapítója; Tuncer Deniz.

## Története
A weboldal egy AOL-ról letölthető újságként indult, amit AOL Mac játékok fórumának a szerkesztői készítettek. Az első lapszám 1993 februárjában jelent meg, bemutatva az F/A-18 Hornet 1.0 szimulátort. A hírlevelet floppy disken, majd 1995-től CD-ROM-on terjesztették.
1996-ban Deniz kilépett az IMG-től, hogy a Bungie Software-nél dolgozzon közel négy évig olyan címeknél produceri állást betöltve mint a Marathon 2: Durandal for Windowsra, az Abuse, a Weekend Warrior és a Marathon Infinity, de a Myth II: Soulblighter projekt vezetője is volt. 2000-ben megszüntették a CD-ROM hírlevelet, bár néha teljes játékokat mellékeltek CD-ROM-on az előfizetőknek.

## Az IMG-ről
Az IMG egy népszerű Apple játékokkal foglalkozó weblap. Deniz a videójáték iparral ápolt jó kapcsolata miatt meginterjúvolhatott több a szakmában dolgozó személyt, köztük Glenda Adams-t, aki az Aspyr fejlesztési rendezője volt. A weblap főoldala egy híreket közlő portál nagy látogató számmal, a fórumoknak közel 9000 felhasználója és több mint 200 000 hozzászólása van.
Az IMG testvér oldalai közé tartozik:
- a Mac Game Files (MGF); egy játékokkal kapcsolatos letöltő oldal,
- a Mac Game Store; egy Macintosh játékokat áruló webbolt,
- a Mac Games Arcade; egy Mac játékokat forgalmazó weboldal,
- a Macologist; ami Macintosh játékok modjaival foglalkozik.

Az Inside Mac Games a Safari egyik alapértelmezett könyvjelzője volt a Safari 3 megjelenéséig.

## Külső hivatkozások
- Inside Mac Games (angolul)
- Mac Game Store (angolul)
- Mac Game Files (angolul)
- Mac Games Arcade (angolul)
- Interjú Tuncer Deniz Archiválva 2010. január 19-i dátummal a Wayback Machine-ben (angolul)